# جون س. غريني
جون س. غريني (بالإنجليزية: John C. Greene)‏ هو طبيب أسنان أمريكي، ولد في 19 يوليو 1926 في أشلاند في الولايات المتحدة، وتوفي في 13 أكتوبر 2016.